# Паскевичі
Паскевичі — український козацько-старшинський, а тому дворянський рід.

## Історія роду

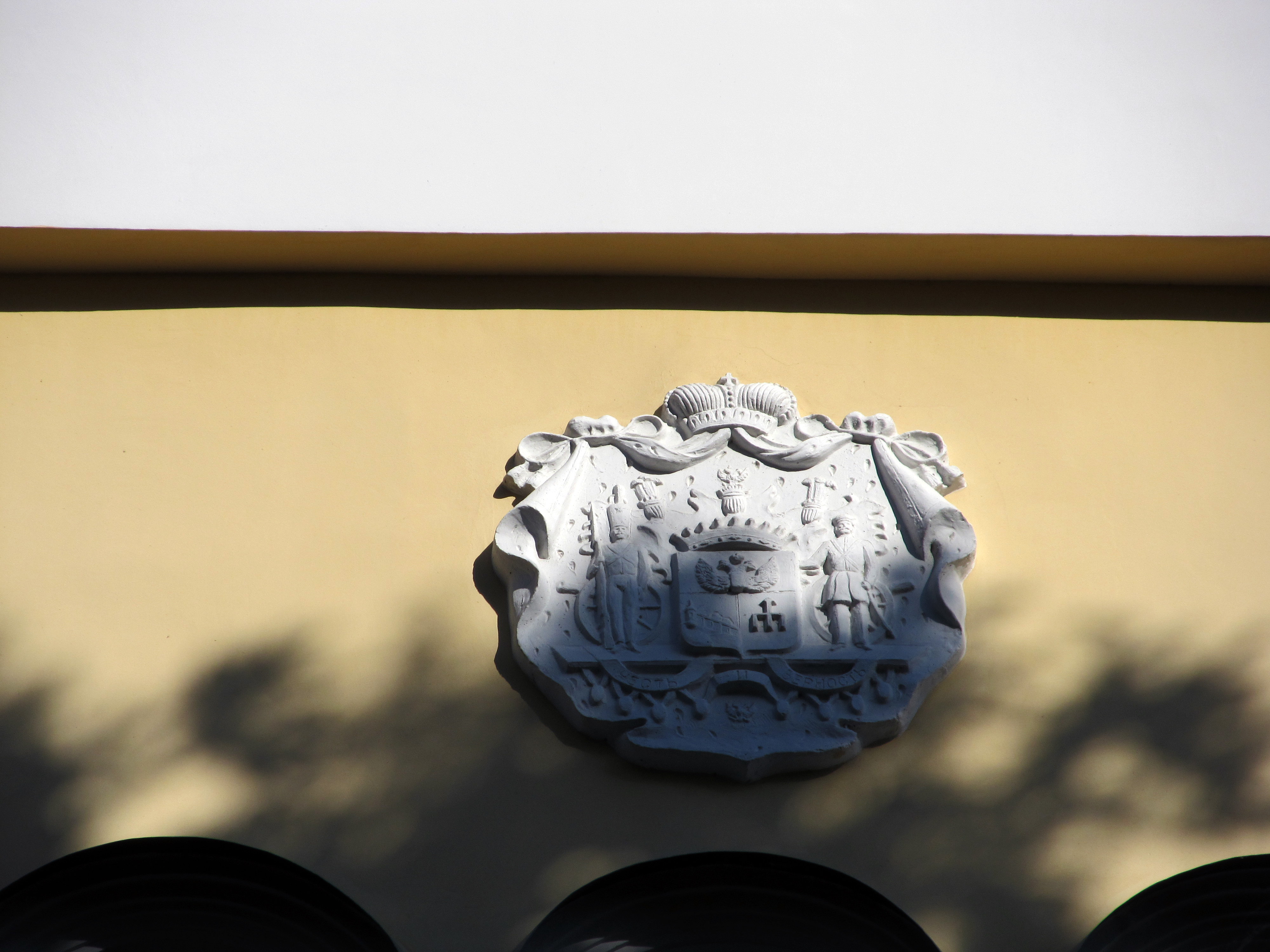
Графський герб Паскевичів-Еріванських на будинку в Гомелі (пл. Леніна 4)

Засновником родини є Федір Цаленко, козак Полтавського козацького полку (приблизно 1698 рік). Його син Яків іменувався вже Пасько-Цалий, а онук Іван Якович був першим, хто використовував прізвище Паскевич. Після остаточної інкорпорації Гетьманщини Російською імперією наприкінці XVIII родина інтегрувалася до російського загальноімперського дворянства.
У 1828 році Іван Федорович Паскевич за успіхи у російсько-турецькій війні 1828—1829 років отримав графський титул та приставку до прізвища Паскевич-Еріваньський. У 1831 році за успіхи у придушенні Польського повстання 1830—1831 років, отримує князівський титул — «найясніший князь Варшавський», започаткувавши князівську гілку роду. Іван Федорович був перший з українців нагороджений орденом Георгія I-го ступеня.
Князівська гілка роду була внесена до V частини Родовідної книги Санкт-Петербурзької губернії.
Дворянську гілку роду внесли до II, III, VI частин Родовідних книг Полтавської, Херсонської, Катеринославської губерній.

## Герб роду

Герб Радван, один з різновидів якого використовувався Паскевичами

Герб роду виглядав як щит, де на золотому полі знак, у вигляді корогви з трьома кінцями, увінчаний вістрям стріли. Різновид гербу «Радван». В Загальному гербовнику дворянського герба не було, але у архівній справі Герольдії о гербі роду Паскевичів (1816), був малюнок цього гербу.
Герб графської гілки роду (1828) був побудований на основі старого гербу з додаваннями нових елементів пов'язаних з подіями отримання титулу. Щит поділений навпіл, у першій (верхній) частині зображення двоголового орла увінчаного короною, на грудях якого у червоному полі вершник; у нижній частині гербу, поділеної навпіл, праворуч у срібному полі башта з руїнами фортеці, яка зазначає взяття цієї фортеці, нижче якої напис Ерівань; ліворуч у блакитному полі зображення «постаменту», як старовинного гербу Паскевичей. Зверху щита розташована графська корона, зверху якої розташовуються три шоломи з золотими обручами, середній з них також увінчаний графською короною, на поверхні якої чорний двоголовий орел з розпростертими крилами, який має над головами корону; інші шоломи увінчані дворянськими коронами з страусовим пір'ям. Праворуч від щита стоїть гренадер, ліворуч вояк у кавказькому одязі. Під щитом девіз: «Честь та вірність».
Постаментом названо Радван, як на гербі дворянського роду, але який був розташований на блакитному полі.
Князівський герб (1831) був також побудований на основі старого герба, а також з використанням елементів графського герба. Щит поділено на чотири частини, у верхній правій частині щита, у золотому полі ображено чорного двоголового орла, увінчаного короною, на грудях якого у червоному полі вершник; ліворуч у блакитному полі зображення «постаменту», як старовинного гербу Паскевичей; знизу праворуч у срібному полі башта з руїнами фортеці, яка зазначає взяття цієї фортеці, нижче якої напис Ерівань; знизу ліворуч зображена сирена з піднятим мечем у правій руці, у лівій руці сирена тримає щиток з зображенням гербу Царства Польського, знизу якого напис: Варшава. Всередині цих частин гербу знаходиться малий щиток, де на червоному полі зображено увінчаного короною чорного двоголового орла. Зверху щита розташована графська корона, зверху якої розташовуються три шоломи з золотими обручами, середній з них також увінчаний графською короною, на поверхні якої чорний двоголовий орел з розпростертими крилами, який має над головами корону; інші шоломи увінчані дворянськими коронами з страусовим пір'ям. Праворуч від щита стоїть гренадер, ліворуч вояк у кавказькому одязі. Під щитом девіз: «Честь та вірність».
На князівському гербу з'явилася «сирена», що є Варшавською русалкою, символом Варшави.
Пізніше з'являється ще один опис князівського герба. Щит поділений на чотири частини зі щитком усередині. У першій, золотої, частині імператорський орел, який несе на грудях Московський герб, в оточенні ланцюгу ордена святого апостола Андрія. У другій, лазуровій, частині срібна корогва на трьох хрест-навхрест покладених прапорах Орловського князя Варшавського полку. У третій, срібній, частині червоні з золотими швами баштою, прикрашену червоним півмісяцем, рогами догори (як згадка про взяття Ерівані). В четвертій, червоній частині, срібна з золотим хвостом сирена, озброєна золотим вигнутим мечем та червоним з золотою облямівкою щитом, прикрашеним орлом Царства Польського (як пам'ять о взятті Варшави). В середньому, золотому щиті, Імператорський орел, який має на грудях герб Москви та оточений ланцюгом ордена святого апостола Андрія. Нашоломники: середній — імператорський орел, з Московським гербом на грудях, та в оточенні орденського ланцюга. Другий та третій — три страусових пера, середнє срібне, крайні лазурові. Обабіч від щита стоять гренадер, та вояк у кавказькому одязі. Під щитом девіз: «Честь та вірність», срібними літерами на лазуровій стрічці.
На цьому гербі, старий герб Паскевичей, знову було названо корогвою, а сам він був доповнений прапорами полку названому на ім'я Івана Федоровича Паскевича.
Дані про герби Паскевичів, взяти з «Малоросійського гербовника» Модзалевського В. Л..

## Представники роду

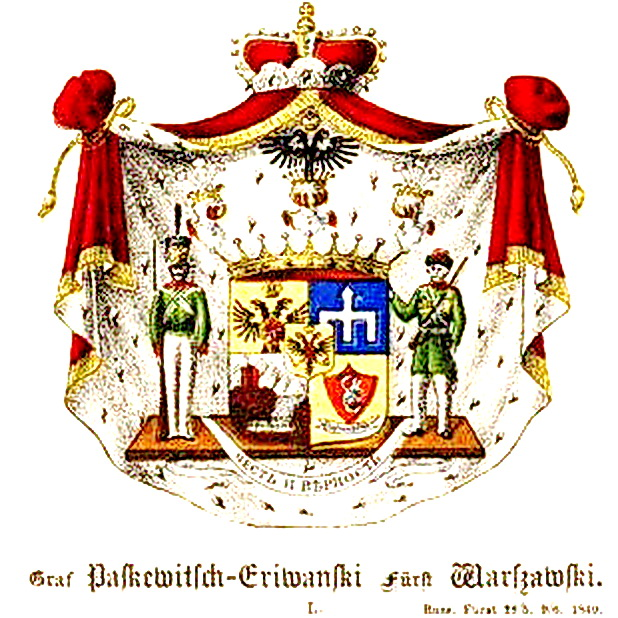
Князівський герб Паскевичей (ранній варіант)

- Федір Цаленко (I) (?-1698-?) — товариш Полтавського полку[2][1].
  - Яків Федорович Пасько-Цалий (II) (к. XVII- п. XVIII ст.) — син Федіра Цаленко.
    - Іван Якович Паскевич (III) (XVIII ст.) — — син Якова Паська-Цалого. Першим став писатися як «Паскевич».
      - Федір Іванович Паскевич (IV).
        - Петро Федорович Паскевич (V) (народився1738) — військовий товариш (1768—1772), бунчуковий товариш (1787), надвірний радник (1791). Дітей не мав.
        - Павло Федорович Паскевич (V) (р.с. 1791)  — полковий осавул Полтавського полку до 1791. Одружений з Матроною Федорівною, мав доньку Любов Павлівну (після шлюбу Левченко)[3].
          - Петро Павлович Паскевич (VI) (1758-1791-?)  — поручник у відставці (1791).
          - Яків Павлович Паскевич (VI) (1763-1791-?)  — поручник у відставці (1791).
          - Осип Павлович Паскевич (VI) (1767-1791-?)  — поручник артилерії (1791).
          - Микола Павлович Паскевич (VI) (1784-1826-?)  — майор (1826)[4].
          - Любов Павлівна (VI) (?-1790-?)  — одружена з Андрієм Олексійовичем Левченко.
          - Надія Павлівна (VI) (?-1771-1791-?) 

        - Іван Федорович Паскевич (V) (р.с. 1791) — військовий товариш (до 1791). Одружений з Анною Олексіївною.
          - Мойсей Іванович Паскевич (VI) (1764-1802-?)  — поручник (1792), надвірний радник (1802).
          - Федір Іванович Паскевич (VI) (1769-?)  — титулярний радник. Одружений з Гоноратою Казимирівною Бочарською.
            - Едуард-Григорій Паскевич (VII) (1812-1837-?)  — прапорщик артилерії (1837).

      - Іван Іванович Паскевич (IV)
        - Григорій Іванович Паскевич (V) (р.н. 1735-1795-?) — військовий товариш (з 1772), бунчуковий товариш (з 1779), надвірний радник (1787). Одружений з Тетяною Дем'янівною (Гайдук), донькою полкового осавула.
          - Федір Григорович Паскевич (VI) (1757/60-1832) — колезький радник. Одружений з Анною Осипівною, до одруження Коробовською (1766—1829).
            -  Іван Федорович Паскевич-Еріваньський  (VII) (1782—1856) — генерал-фельдмаршал, найясніший князь Варшавський (з 1831), граф Еріваньський (з1828), намісник Царства Польського (з 1831). Праправнук Івана Яковича Паскевича. Одружений з Єлизаветою Олексіївною (до одруження Грибоєдовою), двоюрідною сестрою Грибоєдова О. С.. Родина мала дітей Олександру (1821), Анастасію (1822), Анну (1822), Федора (1823). Започаткував княжу гілку родини.
              - Олександра Іванівна Балашова (VIII) (1821—1845)  — донька Івана Федоровича.
              - Анастасія Іванівна Лобанова-Ростовська (VIII) (1822—1892)  — княгиня. Донька Івана Федоровича.
              - Анна Іванівна Волконська (VIII) (1822—1901)  — княгиня. Донька Івана Федоровича. Одружена з Михайлом Дмитровичем Волконським
              -  Федір Іванович Паскевич-Еріваньський  (VIII) (1823—1903) — генерал-лейтенант, найясніший князь Еріваньський і Варшавський. Одружений з Іриною Іванівною, до одруження Воронцова-Дашкова (1835—1925). Родина була бездітною. Був останнім представником княжої гілки родини.

            - Осип Федорович Паскевич (VII) (1784—1844)  — генерал-майор. Син Федора Григоровича.
            - Степан Федорович Паскевич (VII) (1785—1840)  — дійсний статський радник. Син Федора Григоровича. Слобідсько-Український віце-губернатор (1829—1831). Губернатор Тамбовської (1831—1832), Курської (1834—1835), Владимирської (1835—1836) губерній. Член Ради Міністерства Внутрішніх Справ. Одружений з Катериною Олексіївною, до одруження Троцькою.
              - Іван Степанович Паскевич (VIII) (1825-1882-?)  — дійсний статський радник (1880).
              - Олексій Степанович Паскевич (VIII) (1828/29-?) 

            - Костянтин Федорович Паскевич (VII) (1787/90-1836)  — полковник. Син Федора Григоровича. Неодружений.
            - Федір Федорович Паскевич (VII) (1798—1844)  — капітан.

          - Анна Григорівна (VI) — одружена з Георгієм Кромидою.

        - Василь Іванович Паскевич (V) (р.н. 1736-1791-?) — прапорщик у відставці (1791). Одружений з Євдокією Гнатівною Давидович, донькою військового товариша. Родина дітей не мала.

      - Василь Іванович Паскевич (IV) (помер до 1791 року)
        - Іван Васильович Паскевич (V) (р.н. 1742-1791-?) — прапорщик у відставці (1791). Одружений з Євдокією Іванівною Коростовець, донькою Опішнянського протопопа.
          - Іван Іванович Паскевич (VI) (1784-?) 
          - Федір Іванович Паскевич (VI) (1787-?) 
          - Марія Іванівна (VI) (1784-?) 
          - Олександра Іванівна (VI) (1788-?) 

        - Яків Васильович Пащенко (V) (р.н. 1749-1791-?) — колезький асесор. Одружений з Катериною Опанасівною.
        - Григорій Васильович Паскевич (V) (помер до1791) — одружений з Феодосією Іванівною.
          - Андрій Григорович (VI) (1740-1791-?) — полковий осавул (1772), бунчуковий товариш (1786), колезький асесор (1791). Одружений з Агафією Максимівною Шарой, донькою значкового товариша.
            - Анна Андріївна (1766-?) — одружена з Василем Камбурлеєм.

          - Іван Григорович Паскевич (VI) (1780-?) 
          - Володимир Григорович Паскевич (VI) (1786-?) 
          - Наталя Григорівна (VI) (1776-?) 

        - Ірина Василівна (V) (?-1791-?) — одружена з Савою Павловичем Марченком.

      - Семен Іванович Паскевич (IV)
        - Григорій Семенович Паскевич (V) (1752—1792) — прапорщик. Одружений з Феодосією Іванівною Шепетковською, донькою протоієрея.
          - Іван Григорович Паскевич (VI) (1784-?) 
          - Самсон Григорович Паскевич (VI) (1786-1793-?) 
          - Марія Григорівна (VI) (1781-?) 
          - Олександра Григорівна (VI) (1783-?) 
          - Татяна Григорівна (VI) (1788-?) 

        - Опанас Семенович Паскевич (V) (1771—1792) — губернський реєстратор.
          - Семен Опанасович Паскевич (VI) (1808-1853-?) — майор (1853). Одружений вдруге з Анною Іванівною Сульчинською.
          - Дмитро Опанасович Паскевич (VI) (1816-?) — поручник.

        - Анастасія Семенівна (V) (1751-1811-?) — одружена з Василем Степановичем Олександровичем, полковим осавулом.

      - Яків Іванович Паскевич (IV)
        - Осип Якович Паскевич (V) (1740-1791-?) — прапорщик у відставці (1791).

Крім того існували ще носії прізвища Паскевич, родинні зв'язки яких остаточно не з'ясовані, серед них:
- Петро Паскевич (роки народження і смерті невідомі) — бунчуковий товариш (1787). Заснував книгарню в Полтаві;
- Федір Євстафійович Паскевич (XIX ст.)   — поручник. Одружений з Варварою Іванівною Кубаровською[5].

## Цалий
Перші представники родини носили прізвище Цаленко чи Цалий і лише третій представник родини взяв собі прізвище «Паскевич». Модзалевський В. Л. у "Малоросійському гербовнику (Том III «Паскевичи») зазначає, що Цалі неодноразово зустрічаються серед полтавців у XVIII ст. Так Пасько (Павло) Цалий (1714), міщанин полтавський; Андрій Цалий, протопіп Кобеляцький, який був одружений з дочкою сотника Кобеляцького (1684—1694) Андрія Хилецького (Хиличенка); Семениха Цала (1722), мешканка Полтави.